# International Journal of Acoustics and Vibration
International Journal of Acoustics and Vibration is een internationaal, aan collegiale toetsing onderworpen wetenschappelijk tijdschrift op het gebied van de akoestiek, werktuigbouwkunde en mechanica. De naam wordt in literatuurverwijzingen meestal afgekort tot Int. J. Acoust. Vib. Het tijdschrift is opgericht in 1996 en wordt uitgegeven door het International Institute of Acoustics and Vibration.